# Имекский сельсовет
Имекский сельсовет — сельское поселение в Таштыпском районе Хакасии.
Административный центр — село Имек.

## История
Статус и границы сельского поселения установлены Законом Республики Хакасия от 15 октября 2004 года № 73 «Об утверждении границ муниципальных образований Таштыпского района и наделении их соответственно статусом муниципального района, сельского поселения»

## Население
| 2002  | 2010  | 2012  | 2013  | 2014  | 2015  | 2016  |
| ----- | ----- | ----- | ----- | ----- | ----- | ----- |
| 1994  | ↗2226 | ↗2241 | ↗2253 | ↘2250 | ↘2198 | ↘2162 |
| 2017  | 2018  | 2019  | 2020  | 2021  |       |       |
| ↗2164 | ↘2151 | ↘2106 | ↗2113 | ↘2090 |       |       |

## Состав сельского поселения
В состав сельского поселения входят 5 населённых пунктов:
| № | Населённый пункт | Тип населённого пункта       | Население |
| - | ---------------- | ---------------------------- | --------- |
| 1 | Верхний Имек     | деревня                      | ↗244      |
| 2 | Имек             | село, административный центр | ↗1260     |
| 3 | Нижний Имек      | деревня                      | ↗409      |
| 4 | Печегол          | деревня                      | ↗146      |
| 5 | Харой            | деревня                      | ↗167      |

## Местное самоуправление
Администрация
с. Имек,Пушкина , 22
Глава администрации
- Тодояков Анатолий Михайлович